# 有馬頼萬

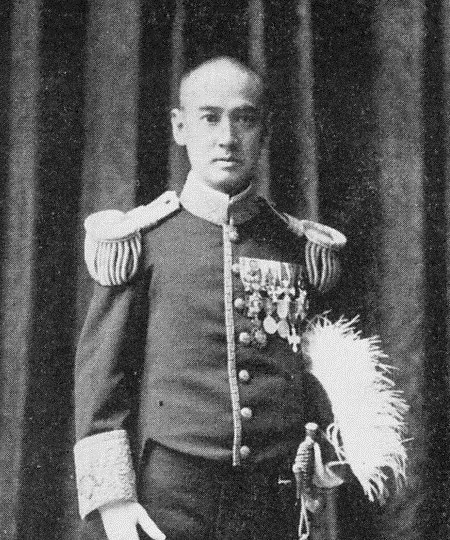
有馬頼萬

有馬 頼萬（ありま よりつむ、1864年7月18日（元治元年6月15日） - 1927年（昭和2年）3月21日）は、日本の華族（伯爵）。
旧筑後国久留米藩主・有馬家の第14代当主。昭和期の政治家で日本中央競馬会理事長を務めた有馬頼寧は子。

## 生涯
元治元年（1864年）6月15日、久留米藩最後の藩主・有馬頼咸の子として生まれる。母は側室・金田ミヨ。幼名は和之助といった。
明治10年（1877年）3月26日、病弱な兄の13代当主頼匡に代わり家督を継承し、4月に従五位に叙せられる。
明治17年（1884年）2月、宮内省式部職御用掛として出仕する。同年7月、華族令の公布にともない、伯爵の爵位が与えられた。明治19年（1886年）9月に宮内省を辞し、義兄にあたる小松宮彰仁親王とともに欧米諸国を歴訪した。
明治24年（1891年）9月、大久保利通が主導する士族授産の一つ国営安積（あさか）開拓へは、明治4年（1871年）の久留米藩難事件で処分された者たちが中心となって入植し、久留米開墾社を組織して一致団結して開墾に当たっていた。有馬家も支援を求める開墾社へたびたび援助していたが、先年開墾地無代払い下げを受けたのを期に開催された開墾成功式に出席し、労をねぎらっている。
明治39年（1906年）、有馬家育英部を設置し、初代総裁となった。ブリヂストン創設者の石橋正二郎や政治家の石井光次郎はこの育英部の支援を受けて学び、戦後壊滅状態となった育英部を有馬頼義ともに有馬育英会として再興している。
大正7年（1918年）7月、従二位に昇った。
昭和2年（1927年）3月21日没、享年64。墓所は東京都渋谷区の祥雲寺にある。

## 栄典
- 1884年（明治17年）7月7日 - 伯爵[6]
- 1897年（明治30年）6月30日 - 勲四等瑞宝章[7]
- 1918年（大正7年）7月10日 - 従二位[8]

## 家族
父母
- 父：有馬頼咸（久留米藩第11代藩主、久留米有馬家第12代当主）
- 嫡母：韶子（有栖川宮韶仁親王の娘）
- 生母：金田ミヨ

兄弟姉妹
- 長女：頼子（小松宮彰仁親王妃）
- 次女：千代（久我通久室）
- 四男：有馬頼匡（第13代当主）
- 五男：有馬頼萬
- 六女：民（加藤明実継室）
- 七女：納子（伊達宗陳室）
- 七男：有馬頼之（旧下野国吹上藩主家継
- 八男：有馬頼多（分家、男爵、1876-1913）早稲田大学政治経済科出身。妻に伯爵佐野常民の孫・米子（1882年生、1901年離婚）、男爵今園国映の娘・智子（離婚）、侯爵菊亭公長の姉で高松公重（高松家9代当主高松實村の子）の元妻の英子（1881年生）。娘の香子（1902年5月生）は柴田米太郎の養子に、誉子（1902年11月生、学習院女学部出身）は新井高善（三井高弘の子）の妻に、千賀子（1906年生、智子の子）は今園国映の妻せいの養子になり、松岡一衛の妻となった。家督と爵位は息子の有馬正賴(1903年生、英子の子、国学院大学国史科出身)が継いだ。正賴と妻明子（水野忠敬の孫。のち離婚）の次男に有馬頼底。[9][10]

妻
- 正室：恒子（岩倉具視五女。離婚後、寛子と改名、森有礼の妻となる）
- 継室：豊子（戸田忠友長女）

子女
- 長男：有馬頼寧（第15代当主）
- 長女：禎子（奥平昌恭夫人）
- 次男：安藤信昭（安藤信篤養子）
- 三男：松田正之（松田正久継嗣）
- 次女：久米（稲田昌植夫人）